# Tarki
Tarki est une commune urbaine du Daghestan, en Russie. Au recensement de 2010, sa population était de 15 356 habitants.

## Histoire
Les Koumyks, islamisés, établissent un état dans la région aux XIIIe et XIVe siècles.

## Personnalités
- Saypulla Absaidov (1958-), champion olympique de lutte libre en 1980.